# Plavnica
Plavnica (in ungherese Palonca) è un comune della Slovacchia facente parte del distretto di Stará Ľubovňa, nella regione di Prešov.